# Zhouping
Zhouping (kinesiska: 洲坪, 洲坪乡) är en socken i Kina. Den ligger i provinsen Hunan, i den södra delen av landet, omkring 68 kilometer söder om provinshuvudstaden Changsha. Antalet invånare är 19930. Befolkningen består av 9 746 kvinnor och 10 184 män. Barn under 15 år utgör 14,0 %, vuxna 15-64 år 72 %, och äldre över 65 år 12,0 %.
Genomsnittlig årsnederbörd är 1 875 millimeter. Den regnigaste månaden är maj, med i genomsnitt 330 mm nederbörd, och den torraste är oktober, med 39 mm nederbörd.